# Calydiscoides
Genre
Calydiscoides est un genre de monogènes Monopisthocotylea de la famille des Diplectanidae. Ces espèces parasitent les branchies de poissons marins des familles Lethrinidae et Nemipteridae,. Toutes les espèces ont été trouvées dans l'océan Indo-Pacifique. L'espèce type du genre est Calydiscoides australis Young, 1969,.

## Hôtes
Les hôtes des espèces de Calydiscoides sont des poissons des familles Nemipteridae et Lethrinidae. L'aire de distribution de ces familles est principalement limitée à l'océan Indo-Pacifique. Les Lethrinidae, qui hébergent des espèces de Calydiscoides, incluent Lethrinus miniatus, Lethrinus nebulosus et Lethrinus atkinsoni ; les  Nemipteridae incluent Nemipterus japonicus, Scolopsis temporalis, Scolopsis monogramma, Scolopsis  margaritifera et Pentapodus aureofasciatus,. Dans tous les cas, les espèces de Calydiscoides ont été trouvées seulement sur les branchies.

## Liste des espèces
Selon World Register of Marine Species (26 juin 2021) :
- Calydiscoides australis Young, 1969[4]
- Calydiscoides conus Lim, 2003[5]
- Calydiscoides cymbidioides Ding & Zhang, 1996[7]
- Calydiscoides difficilis (Yamaguti, 1953) Young, 1969[8],[4]
- Calydiscoides duplicostatus (Yamaguti, 1953) Young, 1969[8],[4]
- Calydiscoides euzeti Justine, 2007[3]
- Calydiscoides flexuosus (Yamaguti, 1953) Young, 1969[8],[4]
- Calydiscoides gussevi Oliver, 1984[9]
- Calydiscoides japonicus (Pillai & Pillai, 1976) Thoney, 1989[10],[11]
- Calydiscoides kemamanensis Lim, 2003[5]
- Calydiscoides limae Justine & Brena, 2009[6]
- Calydiscoides monogrammae Lim, 2003[5]
- Calydiscoides nemipteris Thoney, 1989[11]
- Calydiscoides rohdei Oliver, 1984[9]
- Calydiscoides scolopsidis Lim, 2003[5]
- Calydiscoides terpsichore Rascalou & Justine, 2007[12]